# Andora wilsoni
Andora wilsoni is een zeester uit de familie Ophidiasteridae.
De wetenschappelijke naam van de soort werd in 1977 gepubliceerd door Francis Rowe. Als het geslacht Andora wordt verdeeld in ondergeslachten, dan wordt deze soort in het ondergeslacht Dorana geplaatst.